# 塩化バナジウム(III)
塩化バナジウム(III)（えんかバナジウム さん、Vanadium(III) chloride）は、化学式が VCl3 と表されるバナジウムの塩化物である。紫色の結晶で、他のバナジウム(III)錯体の前駆体として用いられる。2個の不対電子を持つため常磁性である。

## 構造
塩化バナジウム(III)の結晶構造は、ヨウ化ホウ素 BI3 とよく似た六方最密充填構造である。臭化バナジウム(III)とヨウ化バナジウム(III)は同じ結晶構造だが、フッ化バナジウム(III)は酸化レニウム(VI)と似た構造をとる。

## 合成
不活性ガス雰囲気下で 160-170℃ で VCl4 を加熱すると、VCl3 と Cl2 に分解する。明赤色の液体が紫色の固体に変化するのを目で確認することができる。VCl3 をさらに加熱すると、不均化して VCl4 と VCl2 に分解する。

## 反応
V(III) の錯体は様々な色を示す。

### アクア錯体
VCl3 は水に溶けて緑色の六水和物となる。化学式は [VCl2(H2O)4]Cl・2H2O と表されるが、あまり参考にはならない。水分子のうちの2つは、Fe(III) 錯体と同じようにあまり中心元素と結合していない。[VCl2(H2O)4]+ の塩化物イオンを2つ除去すると [V(H2O)6]3+ イオンの水溶液が得られる。

### 他の配位子との錯体
VCl3 は多くの配位子と錯体を形成する。代表例として、テトラヒドロフラン錯体 VCl3(THF)3 やアセトニトリル錯体 VCl3(MeCN)3 がある。
KCN水溶液に溶かすことで、VCl3 は [V(CN)7]4− イオンを形成する。低周期の金属元素は、典型的に、小さい配位子と6以上の配位数の錯体を作る。相補的により高周期の金属元素は、大きな配位子との錯体を作る傾向がある。例として VCl3(NMe3)2 が挙げられる。

### 還元
水素を通じながら VCl3 を 675-700 ℃ で加熱すると、VCl3 を VCl2 に還元することができる。
{\displaystyle {\ce {{2VCl3}+ H2 -> {2VCl2}+ 2HCl}}}

### 有機錯体の前駆体としての利用
高い反応性を持つ V(mesityl)3 は VCl3 を前駆体として合成することができる。
{\displaystyle {\ce {{VCl3(THF)3}+{3LiC6H2-2,4,6-Me3}-> {V(C6H2-2,4,6-Me3)3(THF)}+{3LiCl}}}}
この化合物は、適当な状況下では CO と N2 を結合させることができる。

## 引用
- Holleman, A. F.; Wiberg, E. "Inorganic Chemistry" Academic Press: San Diego, 2001. ISBN 0-12-352651-5.
- Young, R. C.; Smith, M. E. "Vanadium(III) Chloride" Inorganic Syntheses volume IV, page 128-130, 1953.
- Young, R. C.; Smith, M. E. "Vanadium(II) Chloride" Inorganic Syntheses volume IV, page 126-127, 1953.
- Manzer, L. E. "Tetrahydrofuran Complexes of Selected Early Transition Metals," Inorganic Synthesis. 21, 135-140, (1982).
- Vivanco, M.; Ruiz, J.; Floriani, C.; Chiesi-Villa, A.; Rizzoli, C. "Chemistry of the vanadium-carbon .sigma. bond. 1. Insertion of carbon monoxide, isocyanides, carbon dioxide, and heterocumulenes into the V-C bond of Tris(mesityl)vanadium(III)" Organometallics1993 volume 12, 1794-1801. doi:10.1021/om00029a042
- Donovan,  W. F.; Smith, P. W. "Crystal and Molecular Structures of Aquahalogenovanadium(1ii) Complexes. Part 1. X-Ray Crystal Structure of trans-Tetrakisaquadibromovanadium(III) Bromide Dihydrate and the lsomorphous Chloro-compound" Journal of the Chemical Society, Daltor Transactions." 1975, pages 894-896. doi:10.1039/DT9750000894